# Stephen H. Urquhart

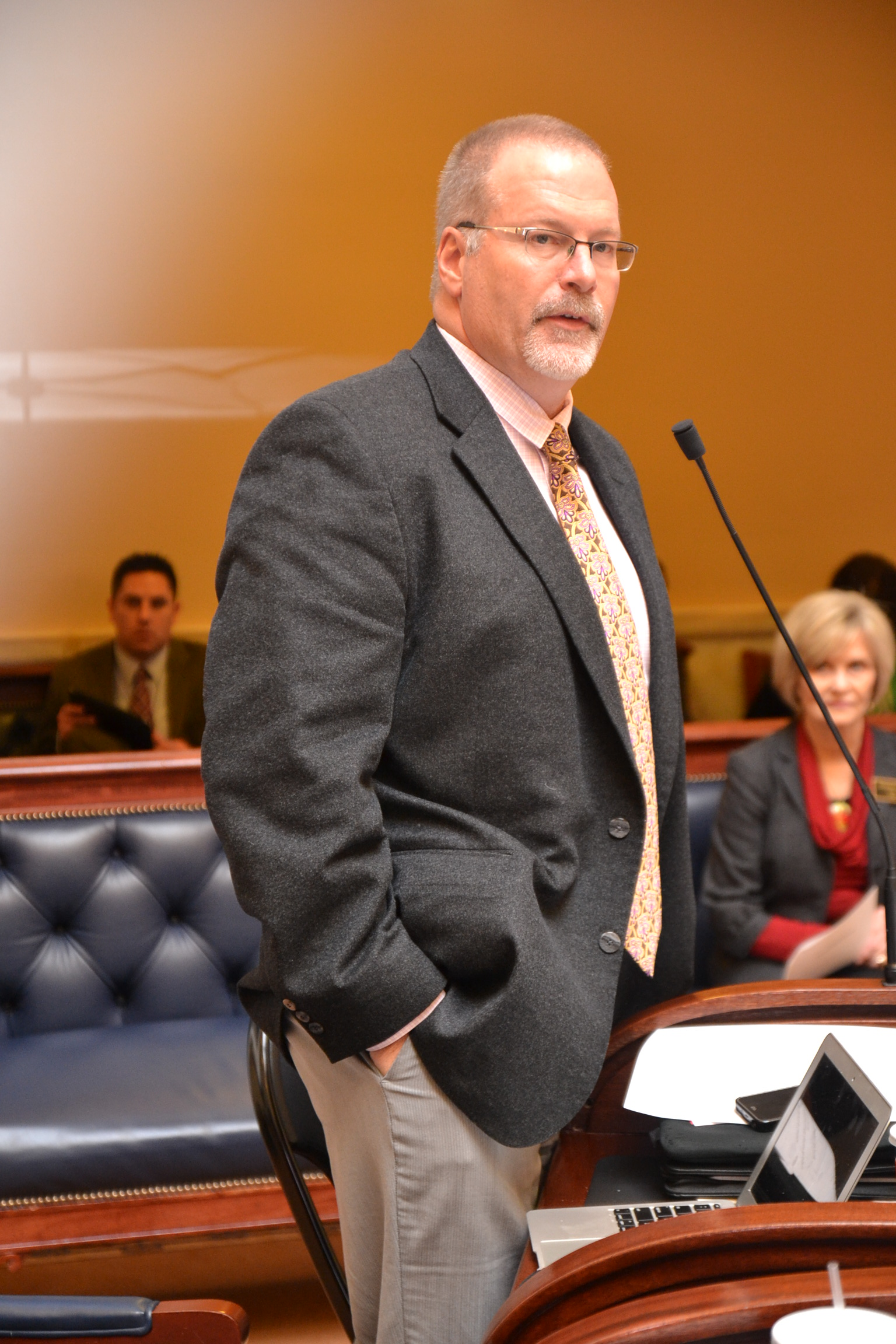
Stephen H. Urquhart

Stephen Harold Urquhart (* um 1965 in Houston, Texas) ist ein US-amerikanischer Politiker (Republikanische Partei).

## Leben
Urquhart wuchs in Houston, Texas auf. Er studierte Biologie am Williams College in Williamstown, Massachusetts und erhielt dort einen Bachelor of Arts. Danach studierte er an der J. Reuben Clark Law School der Brigham Young University in Provo, Utah, wo er 1992 einen Juris Doctor erhielt. Urquhart praktizierte nun als Rechtsanwalt in einer großen Anwaltskanzlei in Newport Beach, Kalifornien und Seattle, Washington, bevor er in den 1990er Jahren nach St. George, Utah, der Heimatstadt seiner Frau, umzog und dort seine eigene Anwaltskanzlei eröffnete. 2000 wurde er in das Repräsentantenhaus von Utah gewählt, dem er vom 1. Januar 2001 bis zum 31. Dezember 2008 angehörte. Ab dem 1. Januar 2009 war er Senator im Senat von Utah für den 29. Distrikt. Im September 2016 legte er sein Mandat nieder.
Urquhart ist verheiratet und hat vier Kinder.